# Tirumala (chi bướm)
Tirumala là một chi bướm trong họ Nymphalidae.

## Các loài
- Tirumala formosa (Godman, 1880)
- Tirumala petiverana (Doubleday, [1847])
- Tirumala gautama (Moore, 1877)
- Tirumala euploeomorpha (Howarth, Kawazoé & Sibatani, 1976)
- Tirumala choaspes (Butler, 1866)
- Tirumala limniace Cramer, [1775])
- Tirumala septentrionis (Butler, 1874)
- Tirumala hamata (MacLeay, 1826)
- Tirumala ishmoides Moore, 1883
- Tirumala alba Chou & Gu, 1994

- Tirumala at funet

 Tư liệu liên quan tới Tirumala tại Wikimedia Commons

## Hình ảnh

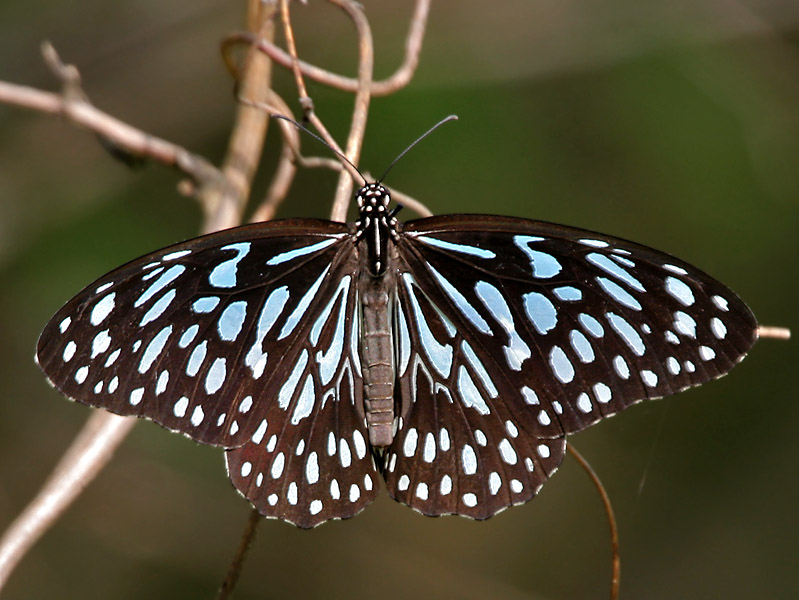
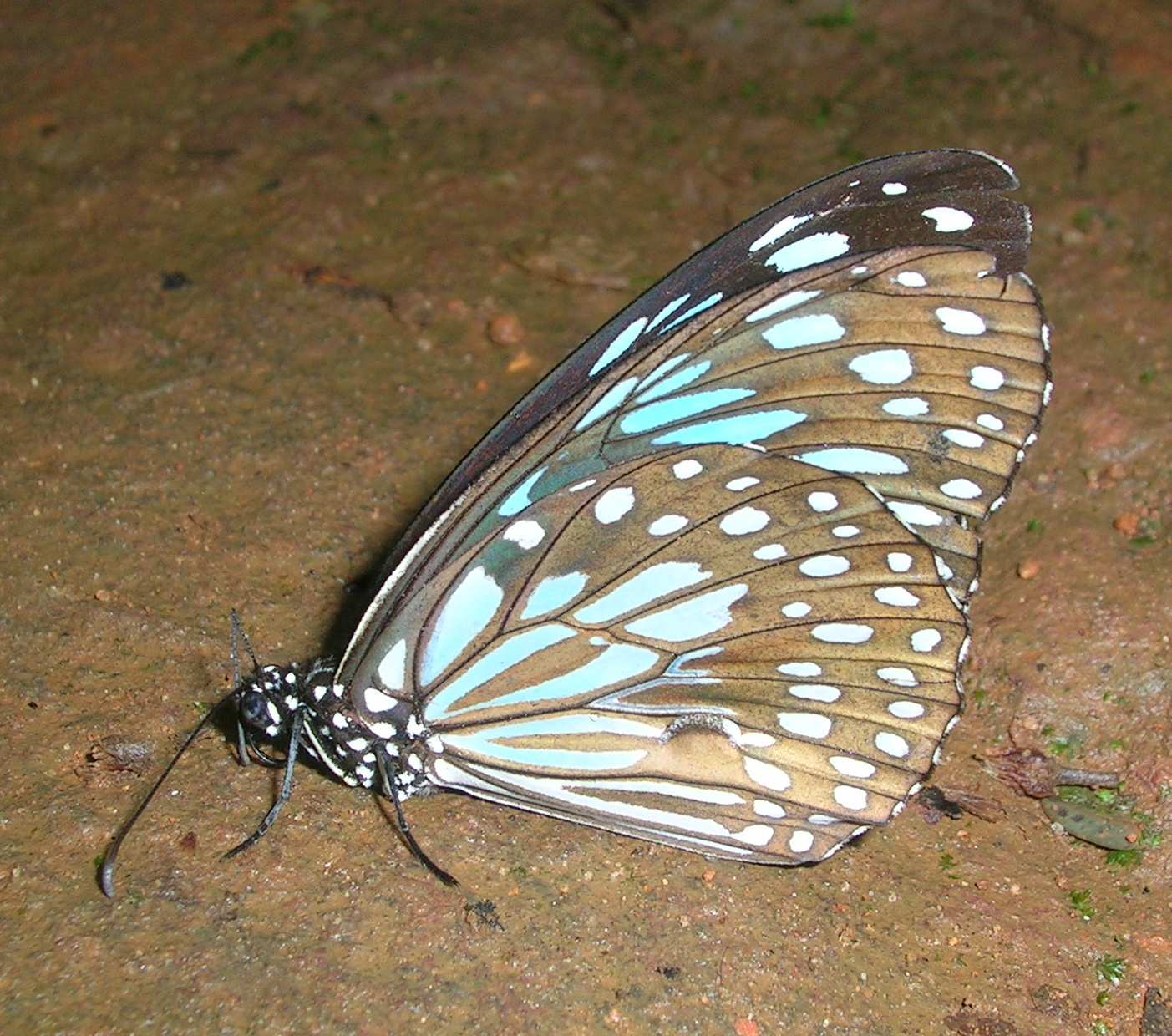
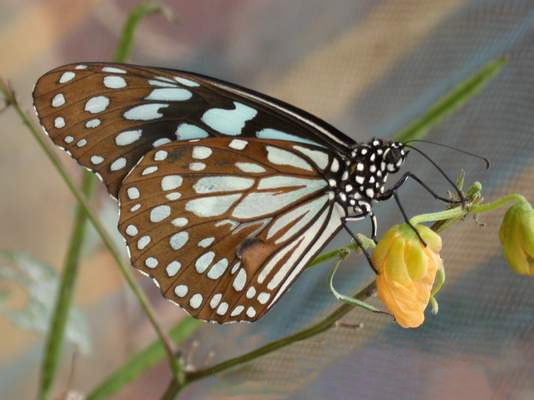